# Chenal Peltier
Pour les articles homonymes, voir chenal et Peltier.

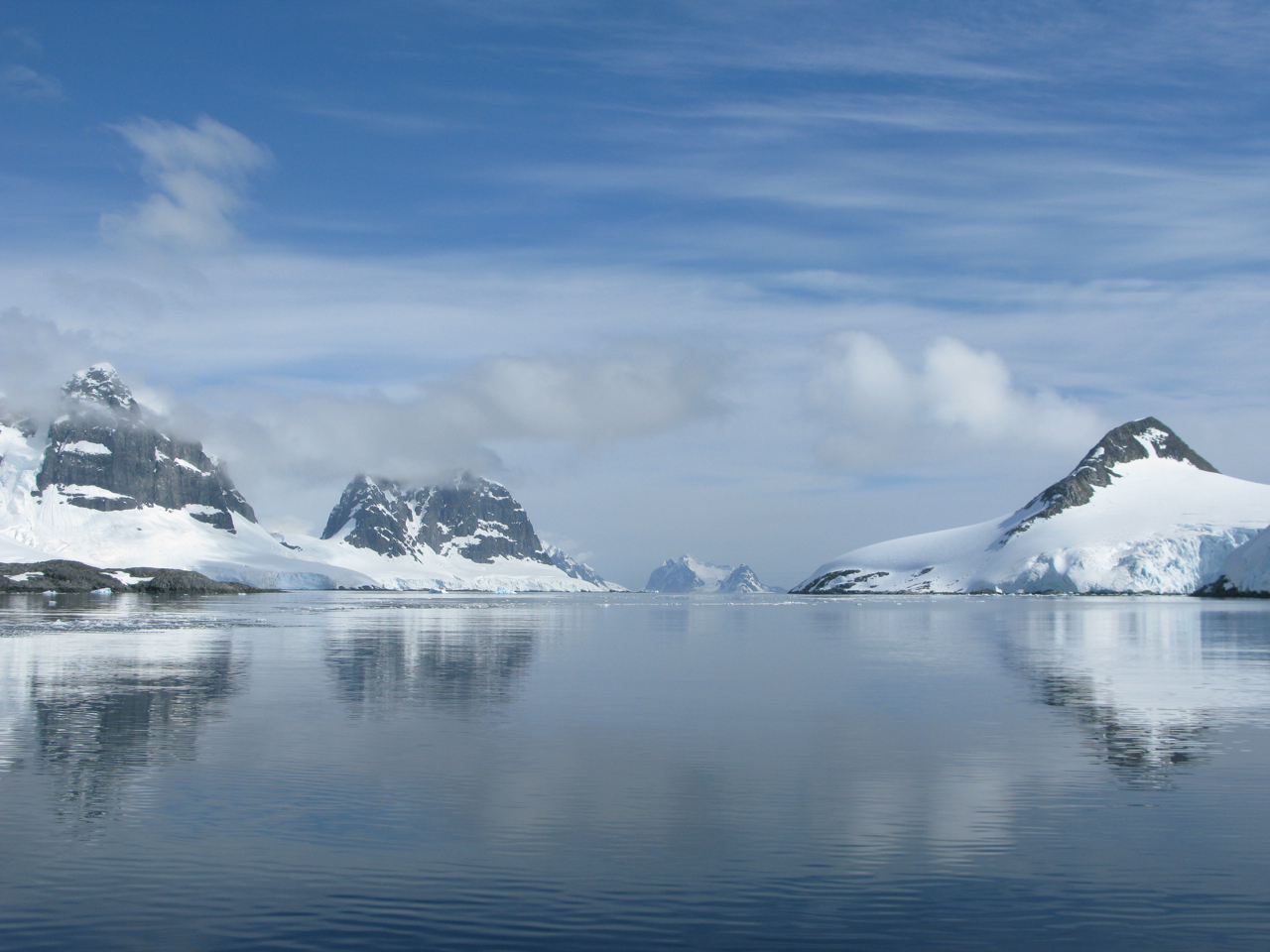
Le chenal Peltier, vue vers la sortie sud

Le chenal Peltier est un détroit de l'Antarctique, situé sur la côte ouest de la Terre de Graham (péninsule Antarctique). Le chenal Peltier mesure 11 km de long. Il est orienté nord-est sud-ouest et sépare l'île Doumer et l'île Wiencke et par le sud Port Lockroy et l'archipel Palmer.
Il a été découvert et nommé par Jean-Baptiste Charcot en l'honneur de Jean-Charles Peltier (1785-1845), physicien français.

## Source
- Geographic Names Information System